# بينيتو إراولا كيمبل
بينيتو إراولا كيمبل (بالهولندية: Benito Kemble)‏ هو لاعب كرة قدم هولندي، ولد في 27 أغسطس 1968 في Nieuw Nickerie ‏ في سورينام. لعب مع إف سي آيندهوفن وإن إي سي نيميخن وسانت جونستون وفي في في فينلو ونادي ماذرويل ونادي هارلم.

## وصلات خارجية
- بينيتو إراولا كيمبل على موقع قاعدة بيانات كرة القدم.إي يو (الإنجليزية)